# Zhu Xiaolin
Zhu Xiaolin (Chinees:朱 晓琳; Xiuyan, 20 februari 1984) is een Chinese marathonloopster. Ze nam tweemaal deel aan de Olympische Spelen, maar won hierbij geen medailles.

## Loopbaan
Haar persoonlijk record van 2:23.57 liep ze in 2002 op de marathon van Peking, waarmee ze een vierde plaats behaalde. In 2006 won ze de Aziatische indoor Spelen op de 3000 m en werd ze tweede op de marathon van Xiamen (2:28.27). Een jaar later won ze deze wedstrijd in 2:26.08. Hiermee kwalificeerde ze zich voor de wereldkampioenschappen van 2007 in Osaka, waar ze vierde werd.
Op de Olympische Spelen van 2008 in Peking viste Zhu Xiaolin met een vierde plek net naast het podium. Ze finishte in 2:27.16 slechts elf seconden achter haar landgenote en bronzenmedaillewinnares Chunxiu Zhou. Vier jaar later bij de Olympische Zomerspelen 2012 in Londen moest ze genoegen nemen met een zesde plaats in 2:48.48.

## Persoonlijke records
Baan
| Onderdeel | Prestatie | Datum           | Plaats  |
| --------- | --------- | --------------- | ------- |
| 1500 m    | 4.12,73   | 18 oktober 2005 | Nanking |
| 5000 m    | 15.22,35  | 22 oktober 2005 | Nanking |
| 10.000 m  | 31.53,96  | 22 mei 2008     | Peking  |

Weg
| Onderdeel      | Prestatie | Datum           | Plaats    |
| -------------- | --------- | --------------- | --------- |
| 10 km          | 32.38     | 14 maart 2010   | Brescia   |
| 15 km          | 49.45     | 6 maart 2011    | Parijs    |
| 20 km          | 1:07.40   | 16 oktober 2010 | Nanning   |
| halve marathon | 1:10.07   | 21 maart 2010   | Milaan    |
| 25 km          | 1:26.02   | 11 april 2010   | Rotterdam |
| 30 km          | 1:41.38   | 17 april 2011   | Londen    |
| marathon       | 2:23.57   | 20 oktober 2002 | Peking    |

Indoor
| Onderdeel | Prestatie | Datum         | Plaats   |
| --------- | --------- | ------------- | -------- |
| 3000 m    | 9.04,64   | 10 maart 2002 | Shanghai |

## Palmares

### 5000 m
- 2002: 4e Chinese kamp. in Benxi - 16.18,23
- 2005:  National Games in Nanjing - 15.22,35
- 2006:  Chinese kamp. in Shijiazhuang - 15.39,92

### 10.000 m
- 2003:  Chinese Intercity Games in Changsha - 32.39,60
- 2007:  Chinese World Championships Trials- Race 2 in Suzhou - 32.27,38
- 2009: 4e Chinese kamp. in Suzhou - 33.12,25

### 10 km
- 2010:  Brescia - 32.39

### halve marathon
- 2009:  halve marathon van Udine - 1:11.11
- 2010:  halve marathon van Milaan - 1:10.07
- 2010: 5e halve marathon van Lissabon - 1:13.27
- 2010: 8e WK in Nanning - 1:11.01
- 2011: 4e halve marathon van Parijs - 1:10.28

### marathon
- 2002:  marathon van Peking - 2:23.57
- 2002:  marathon van Dalian - 2:42.56
- 2002: 5e marathon van Jinan - 2:51.12
- 2004: 8e marathon van Hongkong - 2:58.01
- 2004: 21e marathon van Xiamen - 2:41.04
- 2004: 9e marathon van Dalian - 2:44.48
- 2005: 9e marathon van Xiamen - 2:35.04
- 2005: 6e marathon van Peking - 2:32.27
- 2006:  marathon van Xiamen - 2:28.27
- 2007:  marathon van Xiamen - 2:26.08
- 2007: 4e WK in Osaka - 2:31.21
- 2008: 4e OS in Peking - 2:27.16
- 2009: 5e WK in Berlijn - 2:26.08
- 2009:  marathon van Peking - 2:34.55
- 2010:  marathon in Rotterdam - 2:29.42
- 2010:  Aziatische Spelen in Guangzhou - 2:26.35
- 2011: 13e marathon van Londen - 2:26.28
- 2011: 6e WK in Daegu - 2:29.58
- 2012:  marathon van Chongqing - 2:24.19
- 2012: 5e OS in Londen - 2:24.48
- 2013: 29e National Games in Yingkou - 2:45.28